# Zavezniška invazija na Sicilijo
Zavezniška invazija na Sicilijo je bila ena največjih zavezniških ofenziv v drugi svetovni vojni. Zavezniki so po dobrem mesecu dni bojev zavzeli Sicilijo z operacijami Corkscrew, Husky in Ladbroke. Corkscrew je pomenila zavzetje sicilskih otokov Pantelleria, Lampedusa, Linosa in Lampione. Husky je predvidevala izkrcanje Sedme ameriške armade in Osme britanske armade na jugovzhodnih obalah Sicilije, od koder bi Američani napredovali proti severozahodu do zavzetja Palerma, medtem ko bi Britanci prodrli na sever do Messine. Operacija Ladbroke je bil zračni napad Britancev za zavzetje mesta Sirakuze.  Invazija Sicilije je nato omogočila zaveznikom napredovanje po Apeninskem polotoku.
Invazija se je začela v noči 9. julija in končala 17. avgusta leta 1943. Operacije so bile odlična generalka za zavezniško izkrcanje v Normandiji, saj so zavezniški strategi dobili jasno predstavo, na kaj morajo biti pozorni pri načrtovanju operacije Overlord. Zavezniki so popolnoma uničili zračne in pomorske sile osi in tako zaščitili napredovanje po kopnem. Ta poraz italijanske vojske je pomembno prispeval k odstavitvi Benita Mussolinija in omogočil začetek ofenzive na Italijo.

## Ozadje

### Zavezniki
Izkrcanje naj bi izvedli dve armadi. Prva bi pristala na jugovzhodu Sicilije, druga pa armada pa naj bi se izkrcala na južnem delu Sicilije. Amfibijski desant naj bi bil podprt s strani mornarice in taktičnega bombardiranja zavezniških zračnih sil. Operacija je zahtevala zahtevno poveljniško strukturo, saj so sodelovale kopenske, zračne in mornariške sile vseh zavezniških držav. Poveljniški položaje je bil zaupan generalu Dwightu D. Eisenhowerju, njegov namestnik pa je bil general Harold Alexander, ki je poveljeval vsem kopenskim silam. Generalmajor Walter Bedell Smith je bil nameščen kot poveljnik osebja.

#### Kopenske sile
Zavezniške sile so sestavljale vojske treh držav: ameriška, britanska in kanadska, ki so jih razdelili v dve bojni skupini. Vzhodna bojna skupina (znana kot bojna skupina 545), ki jo je vodil Bernard Montgomery je vključevala 8. armado in dodatno 1. kanadsko pehotno divizijo. Montgomery je poveljeval tako vzhodni bojni skupini kot 8. armadi. Zahodno bojno skupino (znana kot bojna skupina 343) je sestavljala ameriška 7. armada in je bila poveljevana s strani generala Georga Pattona. Tako Montgomery kot Patton sta bila odgovorna generalu Alexandru, poveljniku 15. armadne skupine.
7. armada je imela v svoji sestavi tri pehotna divizije, ki so spadale pod 2. korpus pod poveljstvom generalmajorja Omarja Bradleya. 1. in 3. pehotna divizija so izplule iz pristanišč v Tuniziji, 45. pehotna divizija pa je izplula iz ZDA. Kot okrepitev so poslali tudi ameriško 2. oklepno divizijo, ki bi jo uporabili le na zahtevo poveljstva. 15. julija 1943 je Patton reorganiziral svojo 7. armado in iz enega korpusa ustanovil dva. Tako sta 7. armado sestavljala II. korpus in Začasni korpus, ki mu je poveljeval generalporočnik Geoffrey Keyes.
8. armada je imela štiri pehotne divizije razdeljene v dva korpusa. XIII. korpus je imel 5. in 50. pehotno divizijo, pod poveljstvom generalporočnika Miles Dempseya, XXX. korpus pa je bil sestavljen iz 1. kanadske divizije, 51. (višavska) pehotne divizije in 231. pehotne brigade. 
Kot okrepitve amfibijskemu desantu naj bi pristali tudi padalci, ki bi podprli zahodno in vzhodno bojno skupino. Na vzhodu naj bi odskočila 1. zračnoprevozna divizija, v njeni sestavi pa bi delovala 21. (izvidniška) padalska četa. Kot strateška rezerva je v Tuniziji ostala 82. zračnoprevozna divizija in bi bila uporabljena le v nujnem primeru.

#### Pomorske sile
Zavezniške pomorske sile so bile prav tako razdeljene v dve bojni skupini, da bi tako lažje podprle amfibijski desant. Vzhodna pomorska bojna skupina (Sredozemsko ladjevje) je spadala pod poveljstvo britanskega admirala Bertrama Ramsaya. Zahodni pomorski bojni sili je poveljeval admiral Kent Hewitt. Sestavljena je bila iz 8. ladjevja vojne mornarice ZDA. Tako poveljnik Vzhodne kot Zahodne bojne skupine sta odgovarjala admiralu Andrewu Cunninghamu, ta pa poveljniku vseh sil generalu Eisenhowerju.

#### Zračne sile
Operacija naj bi bila podprta s strani dvojih zračnih sil. Severozahodne Afriške zračne sile pod poveljstvom generalporočnika Carla Spaatza bi operacijo podprle iz letališč v Tuniziji, 9. zračna sila bi podprla operacijo iz Tunizije in Egipta. Takoj po zavzetju letališč na jugu Sicilije naj bi se del 9. zračne sile (srednje težki bombniki in letala P-40) preselil na zavzeta letališča in tako pomagal pri zavzetju Sicilije. 9. zračna sila je bila pod poveljstvom generalporočnika Lewisa Breretona.
Bližnje vzhodno zračno poveljstvo pod poveljstvom generala (Air Chief Marshal) Douglasa in malteško zračno poveljstvo pod poveljstvom generalmajorja (Air-Vice Marshal) Parka je bilo zadolženo za zagotavljanje logistične podpore, dodatnih letal in za pomožna letališča. Vsi štirje poveljniki so bili odgovorni poveljniku Sredozemskih zračnih sil generalu (Air Chief Marshal) Tedderju, ta pa je bil odgovoren generalu Eisenhowerju.

### Sile osi
Sicilijo je branila italijanska 6. armada, ki je bila pod poveljstvom generala Guzzonija. Otok je branila tudi vsa italijanska mornarica, ki jo je Kraljevina Italija takrat premogla. V začetku junija je bilo na otoku nastanjenih 200.000 italijanskih vojakov in 32.000 Nemcev. Na Siciliji se je močno čutila tudi prisotnost Luftwaffe saj je bilo na otoku kar 30.000 Luftwaffinega osebja. Glavnino nemških sil je predstavljala tankovska divizija Herman Göring in 15. tankovskogrenadirska divizija. Tankovska divizija je imela 99 tankov razporejene v dva bataljona, vendar ji je kritično primanjkovalo pehote. 15. tankovskogrenadirska divizija pa je imela pehoto razporejene v tri polke in bataljon 66 tankov.
Pozno v juliju so prišle na Sicilijo prve nemške okrepitve. Na otok so poslali 1. padalsko-lovsko divizijo, skupaj z 29. motorizirano pehotno divizijo in XIV. tankovskim korpusom (poveljnik general tankovskih enot Hans-Valentin Hube). Do prihoda XIV. korpusa je tankovska divizija skupaj z 29. motorizirano pehotno divizijo delovala pod poveljstvom italijanskega XVI. korpusa, ostanek enot pa pod poveljstvom XII. korpusa. Kljub temu da so bile nemške enote pod italijanskem poveljstvom, so dobivale ukaze od nemških častnikov, ki so bili dodeljeni italijanski 6. armadi. Pozno junija leta 1943 je na Sicilijo prišel generalporočnik Frido von Senger und Etterlin ki je bil podrejen Albertu Kesselringu, nemškemu poveljniku južnih sil. Von Sengerjeva naloga je bila pridobiti večji nadzor nad nemško vojsko, ki je takrat delovala v sklopu italijanske 6. armade. Ko je prišel general Hube s svojim XIV. tankovskim korpusom, je bilo vse pripravljeno, da prevzame nadzor nad odsekom fronte, kjer so bili udeleženi nemški vojaki, 2. avgusta pa je dobil poveljstvo nad vsemi enotami na Siciliji.

## Načrtovanje
Januarja leta 1943, po uspešnem zavzetju Severne Afrike, so na konferenci v Casablanci zavezniški voditelji in poveljniki razpravljali o nadaljnjem poteku vojne. Britanci so bili za invazijo na Sicilijo, saj bi tako izločili iz vojne Italijo in s tem prisilili Nemčijo, da priskoči na pomoč svojim zaveznikom in tako razprši svoje sile. V primeru poraza Italije bi Turčija prekinila svojo nevtralnost in vstopila v vojno na strani zaveznic. Američani so sprva nasprotovali načrtu in ga označili za oportunističnega in nepomembnega. Po dolgih pogovorih so spremenili svoje prepričanje in spoznali, da bi v primeru zmage lahko uničili velik del vojnega letalstva in mornarice sil osi v Sredozemskem morju in tako sprostili pomembne plovne poti.
Zavezniški voditelji so za poveljnika vseh zavezniških sil določili generala Eisenhowerja, za njegovega namestnika pa generala Alexandra, ki mu je bilo naloženo, da do potankosti izdela načrt ofenzive in poskrbi, da bo pravilno izveden. Za poveljnika zavezniškega ladjevja je bil določen admiral Andrew Cunningham, za poveljnika zračnih sil pa general Tedder.
Načrt, ki je bil predan Eisenhowerju, je obsegal amfibijski desant v katerem bi sodelovale enote v velikosti brigade in divizije. Pristajalna območja so se nahajala na jugovzhodu, jugu in na severozahodu. V načrtu je bil predviden hiter prodor v notranjost otoka in zavzetje letališč sil osi, ki so ogrožala izkrcevališča pehote in ostale opreme. Predvideno je bilo tudi hitro zavzetje glavnih pristanišč Catanie, Palerma, Sirakuz in Auguste. Načrtovanje operacije je bilo na začetku zelo slabo in površno, saj so bili vsi trije zavezniški poveljniki zaposleni z zaključnimi boji v Tuniziji. Zato je Montgomery oddal svoje načrte za ofenzivo šele 24. aprila. Tedder in Cunningham sta nasprotovala Montgomeryju, saj je njegov načrt predvideval, da pustijo 13 pristajališč v nasprotnikovih rokah in se osredotočijo na ostala pristajališča. 2. maja leta 1943 je Eisenhower sklical sestanek, kjer so se zbrali Montgomery, Cunningham in Tedder. Na tem sestanku je Montgomery spremenil načrte in cilje za ofenzivo. Tako je v popravku predvideval, da se ne izkrcajo v okolici Palerma, ampak da se okrepi desant na jugozahodu Sicilije. 3. maja se jim je na sestanku pridružil tudi general Alexander in tako so sprejeli dokončni načrt operacije.
17. maja je general Alexander predstavil uradne načrte in cilje za izkrcanje 7. in 8. armade. Načrt je predvideval vzpostavitev frontne črte od mesta Catania do mesta Licata in s tem položaj za zaključne operacije, ki bi uničile sile osi na Siciliji. Po vzpostavitvi frontne črte bi sledil hiter prodor do severne obale otoka med Palermom in Messino. S tem manevrom bi razdelili nasprotnikove enote na dva dela.
7. armada naj bi se izkrcala v zalivu Gela na jugu Sicilije. 3. pehotna divizija in 2. oklepna divizija naj bi zavarovale mesto Licata, 1. pehotna divizija je imela nalogo zavzeti centralni del zaliva Gela, 45. pehotna divizija pa je imela cilj zavarovati mesto Ragusa. 82. zračnoprevozna divizija naj bi izskočila pri Ragusi in za sovražnikovo linijo v centralnem delu zaliva Gela. 8. armadi je bilo naročeno, da se izkrca na jugovzhodu Sicilije. XXX. korpus naj bi se izkrcal pri rtu Capo Passero na jugovzhodu Sicilije, malce bolj severno pri mestu Avola pa bi se izkrcal XII. korpus.

## Priprave na operacijo
Po porazu sil osi v Tuniziji so zavezniški strateški bombniki pričeli z bombardiranji vseh pomembnejših letališč na Sardiniji, Siciliji in južni Italiji. Tako kot letališča so bombardirali tudi vsa pomembnejša pristanišča (Neapelj, Palermo, Messina in Cagliari). Hkrati so bombardirali tudi severno Italijo (iz letališč v Veliki Britaniji) in Grčijo (iz letališč na Bližnjem vzhodu), tako Nemci niso mogli predvideti, kam bo usmerjena nova zavezniška ofenziva. 10. julija sta bili popolnoma uničeni dve pomembni letališči na Siciliji, zato so bili Nemci prisiljeni preseliti polovico svojega letalstva iz Sicilije na druge lokacije.
Zračne operacije so potekale tudi v maju, ko so bombardirali otok Pantelleria, ki se nahaja 110 km jugozahodno od Sicilije in 240 km severozahodno od Malte. Na otoku je bilo pomembno letališče, katerega bi Nemci lahko uporabili za zračno podporo pri evakuaciji vojakov iz Severne Afrike. 6. junija so se bombni napadi stopnjevali, temu je 11. junija sledilo izkrcanje 1. pehotne divizije in še istega dne je brez večjih bojev otok padel. 12. junija je padlo tudi Pelagijsko otočje, ki leži 140 km zahodno od Malte.

### Zavajanje nasprotnikov
Da bi zavajali Nemce, so zavezniki izvedli nekaj operacij, s katerimi bi nasprotnika poskusili čim bolj zmesti. Ena od teh, operacija Mincemeat, je postala slavna po izidu istoimenskega filma leta 2022. Film pripoveduje, da je britansko poveljstvo dovolilo obveščevalni službi, da preobleče truplo v uniformo britanskega častnika in ga odvrže v bližini španske obale skupaj z aktovko v kateri so bili lažni tajni dokumenti o ofenzivi. Tajni dokumenti so govorili o zavezniški ofenzivi v Grčiji. Nemška obveščevalna služba je potrdila pristnost dokumenta in takoj se je začelo preseljevanje nemške vojske iz Sicilije v Grčijo. Tako film. V resnici so se na Siciliji v juniju 1943 tako nemške čete kot italijanske še pomnožile: na razpolago je bilo 260 tisoč vojakov, od katerih 30 tisoč Nemcev, ki so bili opremljeni s kar 160 oklepniki in vso 15. divizijo pancerjev.

## Bitka

### Zavezniško izkrcanje

#### Pristanek padalcev
Zračnodesantne sile so pristale ob polnoči v noči iz 9. julija na 10. julij kot del invazije, sestavljene iz dveh ameriških in dveh britanskih padalskih enot. Američani so prispevali 505. padalski pehotni polk, ki je deloval v sestavi 82. zračnoprevozne divizije. Britanska 1. zračnopristajalna brigada (Združeno kraljestvo) naj bi pristala pri mostu Ponte Grande na reki Anapo južno od Sirakuz. Njihova naloga je bila, da most zadržijo do prihoda 5. pehotne divizije ki se je izkrcala 11 km daleč pri mestu Cassibile. Ameriška 505. padalski polk pa je pristal pri mostu Ponte Olivo, ki naj bi ga zadržal do prihoda 1. pehotne divizije, ki se je izkrcala v zalivu Gela (8 km).
Na dan operacije Ladbroke so pihali močni vetrovi. Posledica je bila, da so ameriška letala zgrešila svoje cilje in tako so bili ameriški padalci raztreseni med Sirakuzami in zalivom Gela. Do 14. julija se je zbralo približno dve tretjini padalcev, ki so izskočili. Britanska jadralna letala so se odrezala malce bolje, saj jih je na dogovorjenem mestu pristalo 12 od 147, 69 pa jih je strmoglavilo v morje. Kljub temu so majhne enote padalcev, ki niso našle svojih enot, povzročale pravo zmedo med nemški enotami. Vod iz Južnega Staffordishirskega polka je pristal na dogovorjenem mestu in zavzel most Ponte Grande in sam odbil vse napade nemških sil. Most je branilo 89 vojakov, vse dokler ni prišel 75. pehotni polk, ki je deloval pod italijansko 54. pehotno divizijo. Po osmih urah bojev se je bil vod prisiljen vdati italijanskemu polkovniku Francescu Roncu, poveljniku 75. pehotnega polka. Iz te operacije je razvidno, da lahko majhne enote delujejo na svojo pobudo in tako ustvarjajo zmedo v sovražnikovem zaledju. Po mnenju zavezniških oblasti je bila operacija Ladbroke uspešna, saj je ostal Ponte Grande nepoškodovan, čeprav je zahtevala življenja preko 600 padalcev, od katerih je več kot polovica utonila.

#### Izkrcanje kopenske vojske
Močan veter je odigral pomembno vlogo tudi pri amfibijskem desantu, saj so branilci mislili, da ne bo nobenega desanta v tako slabih vremenskih razmerah. Zavezniki so se izkrcali v zgodnjih urah 10. julija na 26 izkrcevališčih v dolžini 169 km. Britanske in kanadske enote so se izkrcale na vzhodu, ameriške sile pa so se izkrcale na zahodu Sicilije. To izkrcanje je bilo največje izkrcanje v drugi svetovni vojni glede na število pristajalnih območij in število divizij ki se jim je uspelo izkrcati v enem dnevu.